# 约瑟夫广场

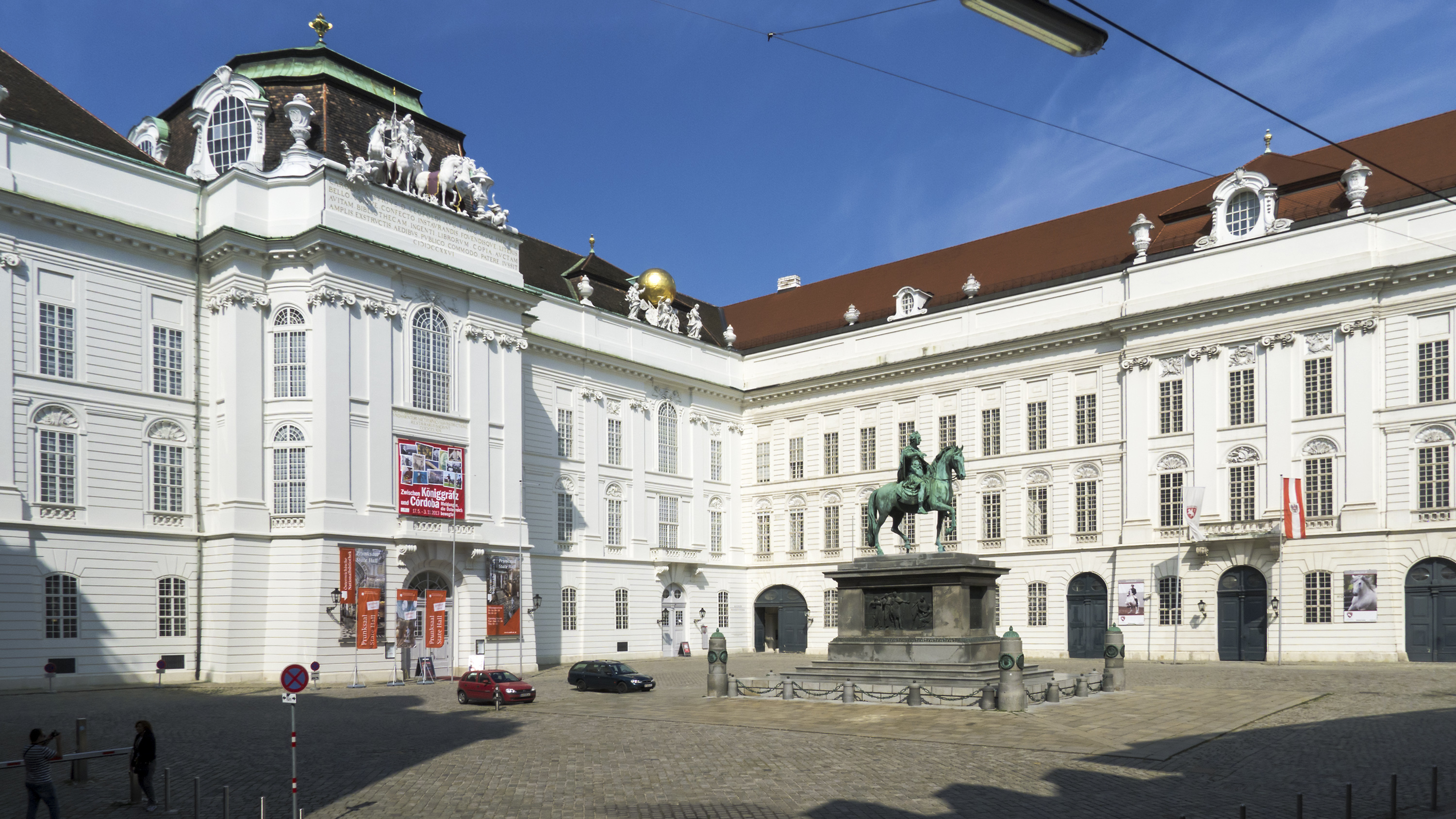
约瑟夫广场

约瑟夫广场（Josefsplatz）是奥地利维也纳市中心的一个广场。其中心是神圣罗马帝国皇帝约瑟夫二世的骑马像。约瑟夫广场周边的各种建筑，都曾是霍夫堡皇宫建筑群的一部分，包括国家图书馆、博物馆（宏伟的巴洛克建筑）。